# Sallèdes
Sallèdes est une commune française située dans le département du Puy-de-Dôme, en région Auvergne-Rhône-Alpes. Elle fait partie de l'aire d'attraction de Clermont-Ferrand.

## Géographie

### Description
La commune de Sallèdes est située dans le parc naturel régional Livradois-Forez.

### Communes limitrophes
Les communes limitrophes sont Isserteaux, Laps, Manglieu, Pignols, Saint-Babel et Saint-Julien-de-Coppel.

### Climat
Pour des articles plus généraux, voir Climat d'Auvergne-Rhône-Alpes et Climat du Puy-de-Dôme.
En 2010, le climat de la commune est de type climat des marges montargnardes, selon une étude du Centre national de la recherche scientifique s'appuyant sur une série de données couvrant la période 1971-2000. En 2020, Météo-France publie une typologie des climats de la France métropolitaine dans laquelle la commune est exposée à un climat de montagne ou de marges de montagne et est dans la région climatique Nord-est du Massif Central, caractérisée par une pluviométrie annuelle de 800 à 1 200 mm, bien répartie dans l’année.
Pour la période 1971-2000, la température annuelle moyenne est de 10,2 °C, avec une amplitude thermique annuelle de 16 °C. Le cumul annuel moyen de précipitations est de 901 mm, avec 8,5 jours de précipitations en janvier et 7,2 jours en juillet. Pour la période 1991-2020, la température moyenne annuelle observée sur la station météorologique de Météo-France la plus proche, « Fayet-le-Château », sur la commune de Fayet-le-Château à 7 km à vol d'oiseau, est de 11,2 °C et le cumul annuel moyen de précipitations est de 889,9 mm,. Pour l'avenir, les paramètres climatiques de la commune estimés pour 2050 selon différents scénarios d'émission de gaz à effet de serre sont consultables sur un site dédié publié par Météo-France en novembre 2022.

### Milieux naturels et biodiversité
Une partie du territoire communal est couvert par les bois de la Comté.

## Urbanisme

### Typologie
Au 1er janvier 2024, Sallèdes est catégorisée commune rurale à habitat dispersé, selon la nouvelle grille communale de densité à sept niveaux définie par l'Insee en 2022.
Elle est située hors unité urbaine. Par ailleurs la commune fait partie de l'aire d'attraction de Clermont-Ferrand, dont elle est une commune de la couronne,. Cette aire, qui regroupe 209 communes, est catégorisée dans les aires de 200 000 à moins de 700 000 habitants,.

### Occupation des sols
L'occupation des sols de la commune, telle qu'elle ressort de la base de données européenne d’occupation biophysique des sols Corine Land Cover (CLC), est marquée par l'importance des territoires agricoles (67 % en 2018), une proportion sensiblement équivalente à celle de 1990 (67,3 %). La répartition détaillée en 2018 est la suivante : prairies (35,7 %), forêts (32,9 %), zones agricoles hétérogènes (27,8 %), terres arables (3,5 %), mines, décharges et chantiers (0,1 %). L'évolution de l’occupation des sols de la commune et de ses infrastructures peut être observée sur les différentes représentations cartographiques du territoire : la carte de Cassini (XVIIIe siècle), la carte d'état-major (1820-1866) et les cartes ou photos aériennes de l'IGN pour la période actuelle (1950 à aujourd'hui).

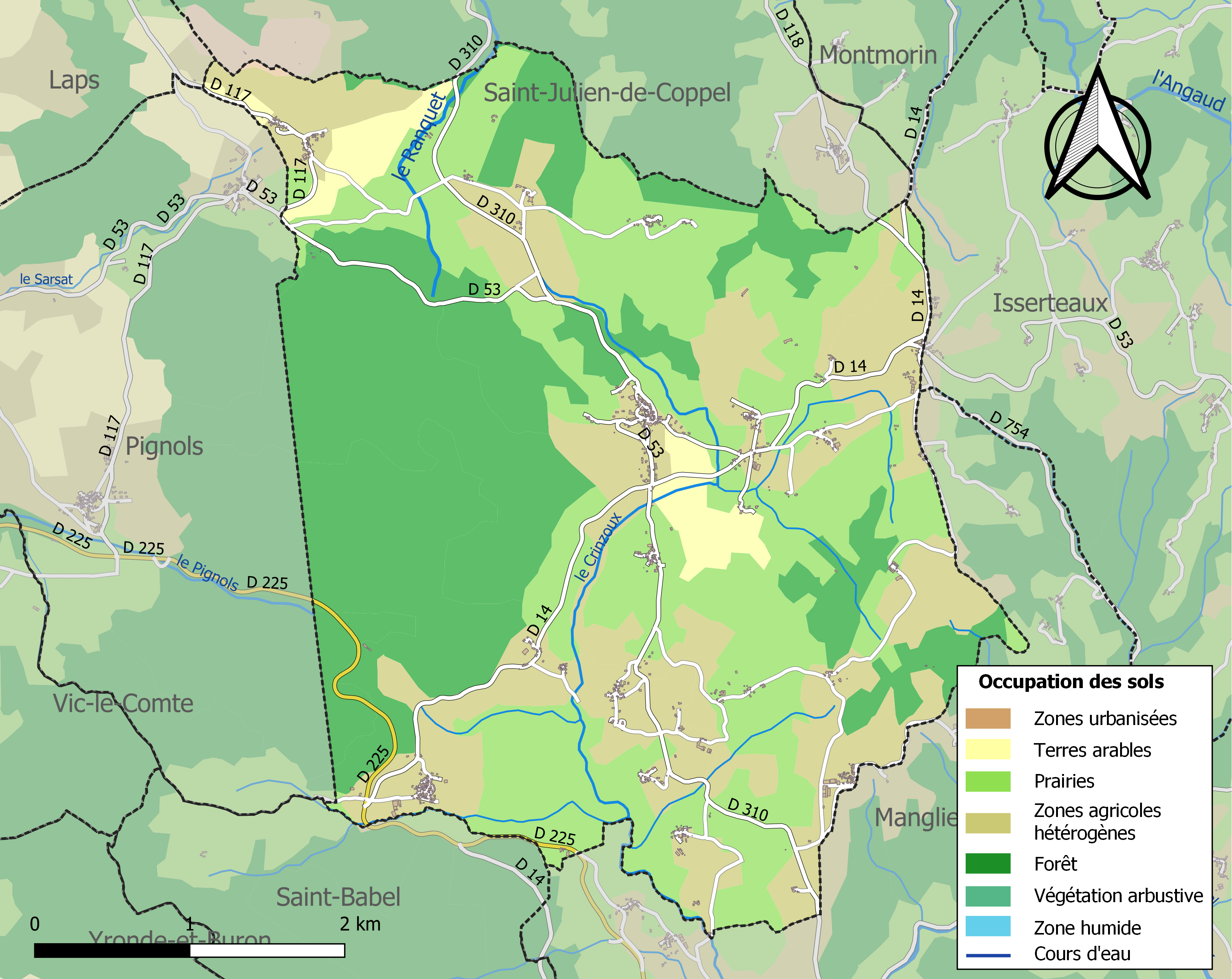
Carte des infrastructures et de l'occupation des sols de la commune en 2018 (CLC).

### Habitat et logement
En 2018, le nombre total de logements dans la commune était de 346, alors qu'il était de 329 en 2013 et de 302 en 2008.
Parmi ces logements, 77,3 % étaient des résidences principales, 11,3 % des résidences secondaires et 11,3 % des logements vacants. Ces logements étaient pour 98 % d'entre eux des maisons individuelles et pour 1,5 % des appartements.
Le tableau ci-dessous présente la typologie des logements à Sallèdes en 2018 en comparaison avec celle du Puy-de-Dôme et de la France entière. Une caractéristique marquante du parc de logements est ainsi une proportion de résidences secondaires et logements occasionnels (11,3 %) supérieure à celle du département (10,1 %) et à celle de la France entière (9,7 %). Concernant le statut d'occupation de ces logements, 87,2 % des habitants de la commune sont propriétaires de leur logement (84,5 % en 2013), contre 61,5 % pour le Puy-de-Dôme et 57,5 % pour la France entière.
| Typologie                                               | Sallèdes | Puy-de-Dôme | France entière |
| ------------------------------------------------------- | -------- | ----------- | -------------- |
| Résidences principales (en %)                           | 77,3     | 79,5        | 82,1           |
| Résidences secondaires et logements occasionnels (en %) | 11,3     | 10,1        | 9,7            |
| Logements vacants (en %)                                | 11,3     | 10,4        | 8,2            |

## Politique et administration

### Découpage territorial
La commune de Sallèdes est membre de la communauté de communes Mond'Arverne Communauté, un établissement public de coopération intercommunale (EPCI) à fiscalité propre créé le 1er janvier 2017 siégeant à Veyre-Monton, et par ailleurs membre d'autres groupements intercommunaux. De 2002 à 2016, elle était membre de la communauté de communes Allier Comté Communauté.
Sur le plan administratif, elle est rattachée à l'arrondissement de Clermont-Ferrand, à la circonscription administrative de l'État du Puy-de-Dôme et à la région Auvergne-Rhône-Alpes.
Sur le plan électoral, elle dépend du canton de Vic-le-Comte pour l'élection des conseillers départementaux, depuis le redécoupage cantonal de 2014 entré en vigueur en 2015, et de la quatrième circonscription du Puy-de-Dôme pour les élections législatives, depuis le dernier découpage électoral de 2010.

### Élections municipales et communautaires

#### Élections de 2020
Le conseil municipal de Sallèdes, commune de moins de 1 000 habitants, est élu au scrutin majoritaire plurinominal à deux tours avec candidatures isolées ou groupées et possibilité de panachage.
Compte tenu de la population communale, le nombre de sièges à pourvoir lors des élections municipales de 2020 est de 15.
La totalité des quinze candidats en lice est élue dès le premier tour, le 15 mars 2020, avec un taux de participation de 51,40 %.

#### Chronologie des maires
| Période                                  | Période                       | Identité             | Étiquette | Qualité     |
| ---------------------------------------- | ----------------------------- | -------------------- | --------- | ----------- |
| Les données manquantes sont à compléter. |                               |                      |           |             |
| 1800                                     | 1809                          | Pierre Vignal        |           |             |
| 1809                                     | 1814                          | Claude-Louis Pelaco  |           |             |
| 1814                                     | 1849                          | Alexandre de Nevrezé |           |             |
| 1849                                     | 1861                          | Jacques Dessaigne    |           |             |
| 1861                                     | 1866                          | Jacques Croizet      |           |             |
| 1866                                     | 1871                          | Alexandre de Nevrezé |           |             |
| 1871                                     | 1872                          | Théodore de Nevrezé  |           |             |
| 1872                                     | 1877                          | Jacques Croizet      |           |             |
| 1877                                     | 1878                          | Robert Bert          |           |             |
| 1878                                     | 1879                          | ?                    |           |             |
| 1879                                     | 1884                          | Robert Bert          |           |             |
| 1884                                     | 1895                          | Théodore de Nevrezé  |           |             |
| 1895                                     | 1896                          | Jean Rudel           |           |             |
| 1896                                     | 1900                          | Robert Bert          |           |             |
| Les données manquantes sont à compléter. |                               |                      |           |             |
| mars 2001                                | mars 2008                     | Pierre Courtesseyre  |           |             |
| mars 2008                                | automne 2022                  | Bernard Savajol,     |           | Retraité    |
| septembre 2022                           | En cours (au 31 janvier 2023) | Alexandre Pagés      |           | Agriculteur |

## Population et société

### Démographie
L'évolution du nombre d'habitants est connue à travers les recensements de la population effectués dans la commune depuis 1793. Pour les communes de moins de 10 000 habitants, une enquête de recensement portant sur toute la population est réalisée tous les cinq ans, les populations de référence des années intermédiaires étant quant à elles estimées par interpolation ou extrapolation. Pour la commune, le premier recensement exhaustif entrant dans le cadre du nouveau dispositif a été réalisé en 2005.

En 2022, la commune comptait 566 habitants, en évolution de −3,9 % par rapport à 2016 (Puy-de-Dôme : +2,1 %, France hors Mayotte : +2,11 %).
| 1793  | 1800 | 1806  | 1821  | 1831  | 1836  | 1841  | 1846  | 1851  |
| ----- | ---- | ----- | ----- | ----- | ----- | ----- | ----- | ----- |
| 1 194 | 450  | 1 097 | 1 435 | 1 446 | 1 475 | 1 393 | 1 448 | 1 432 |

| 1856  | 1861  | 1866  | 1872  | 1876  | 1881  | 1886  | 1891  | 1896  |
| ----- | ----- | ----- | ----- | ----- | ----- | ----- | ----- | ----- |
| 1 412 | 1 341 | 1 321 | 1 298 | 1 282 | 1 203 | 1 115 | 1 049 | 1 035 |

| 1901 | 1906 | 1911 | 1921 | 1926 | 1931 | 1936 | 1946 | 1954 |
| ---- | ---- | ---- | ---- | ---- | ---- | ---- | ---- | ---- |
| 881  | 889  | 828  | 688  | 650  | 607  | 615  | 509  | 473  |

| 1962 | 1968 | 1975 | 1982 | 1990 | 1999 | 2005 | 2006 | 2010 |
| ---- | ---- | ---- | ---- | ---- | ---- | ---- | ---- | ---- |
| 424  | 403  | 345  | 324  | 402  | 458  | 512  | 512  | 566  |

| 2015 | 2020 | 2022 | - | - | - | - | - | - |
| ---- | ---- | ---- | - | - | - | - | - | - |
| 584  | 582  | 566  | - | - | - | - | - | - |

La densité de population au km2 en 2008 était de 28,3. La superficie de Sallèdes est de 18,8 km2.

## Culture locale et patrimoine

### Lieux et monuments

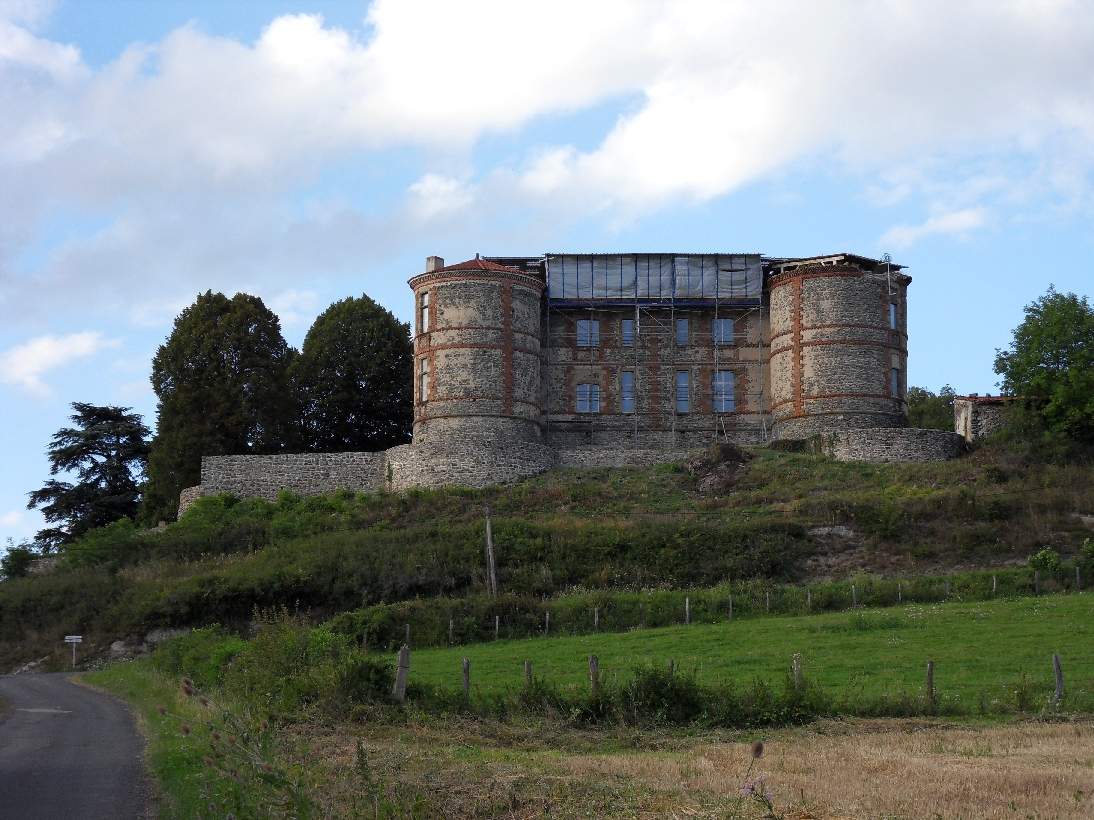
Château de La Chaux-Montgros.

- Le château de La Chaux-Montgros apparaît à flanc de colline, dominant le vaste pays du comté d'Auvergne, sa silhouette miraculeusement intacte mais cependant découronnée… Construction charnière entre « château-forteresse médiévale » et « château-grande résidence rurale », construction Renaissance d'influence italienne du début du XVIe siècle, il constitue, d'avis unanime, un monument majeur unique en Auvergne (et vraisemblablement unique en France…) et qui n'a pas encore livré tous ses secrets…
Malgré ce prestige, le château de La Chaux-Montgros aura un destin chaotique, alternant les périodes fastes et néfastes pour finir presque à l’état de ruines après la Seconde Guerre mondiale, à partir de laquelle la situation va rapidement s’aggraver. Les deux tentatives de sauvetage, dans les années 1970 et 1990 se sont essoufflées, tant la tâche est immense et contraignante pour les bénévoles, même les plus passionnés… Seul patrimoine classé Monument historique de la commune de Sallèdes, le château est aujourd’hui connu et admiré pour son site, son architecture unique et originale, son authenticité et la chaleur que dégagent les lieux. Il est l'œuvre de ses seigneurs barons, les de La Guesle (une héritière, Marie de la Guesle, épousa René de Vienne de Châteauvieux en 1625, et leur fille Marie-Françoise de Vienne maria Charles II de La Vieuville en 1649)[26],[27].
- Maison des espaces naturels.

### Sallèdes dans les arts et la culture
Un air de musique porte le nom de « Scottish de Sallèdes » car probablement joué par quelqu'un de la commune. Ces airs populaires, généralement sans titres et anonymes, ont souvent été « rebaptisés » lors de leurs collectes, soit du nom de leur interprète, soit du nom du lieu de collecte.
Un célèbre arrêt de la cour d'appel de Riom (no 730/95) rendu le 7 septembre 1995 résout un litige survenu au lieu-dit « La Rochette » entre deux habitants de Sallèdes. Les juges estimant que la poule est un animal anodin et stupide ont considéré que celle-ci ne pouvait par conséquent importuner le village. Cette affaire bien connue des étudiants en droit et des professionnels du droit aura marqué une multitude de générations, rendant célèbre le village de Sallèdes.

## Pour approfondir